# Verhetzung
Verhetzung bezeichnet im österreichischen Strafrecht einen Straftatbestand nach § 283 Strafgesetzbuch (StGB).

## Tatbestand

### Bis Ende 2015
In § 283 StGB in der bis 31. Dezember 2015 geltenden Fassung ist der Tatbestand der Verhetzung wie folgt definiert:
Eine strafwürdige Verhetzung richtet sich demnach in allen Fällen gegen bestimmte Personengruppen, die der Täter als Angehörige einer bestimmten Rasse, Ethnie, Staatsbürgerschaft oder im Inland bestehender Kirchen und Religionsgesellschaften definiert. Nach Absatz 1 muss der Täter dabei öffentlich, das heißt bisher für mindestens 150 Personen wahrnehmbar, zu Gewalt gegen die betroffene Gruppe auffordern oder aufreizen und damit die öffentliche Ordnung gefährden. Nach Absatz 2 kann man das Delikt durch direkte Aufrufe zu Hass und Verachtung gegen eine Bevölkerungsgruppe begehen, die über einfaches Herabsetzen und Beleidigen hinausgehen, oder durch Äußerungen, die die Betroffenen als minderwertige Wesen („Untermenschen“) hinstellen und damit „in ihrer Menschenwürde beeinträchtigen“.
Die Verhetzung aufgrund des Geschlechts, der Hautfarbe, des Alters, der sexuellen Ausrichtung (z. B. Homosexualität), einer eventuell vorhandenen Behinderung oder einer bestimmten Weltanschauung wurde mit 1. Jänner 2012 als Straftatbestand in den Absatz 1 aufgenommen.
Weiterhin nicht umfasst der Tatbestand die aufenthalts-, wirtschafts- und arbeitsrechtliche Diskriminierung von Ausländern, die Forderung nach strengeren aufenthalts- oder arbeitsrechtlichen Maßnahmen gegenüber bestimmten Ausländergruppen und Hetze gegen „Ausländer“, die keinem bestimmten Staat zugeordnet werden können.

### Ab Jänner 2016
Mit dem im Juli 2015 beschlossenen Strafrechtsänderungsgesetz 2015, das mit 1. Jänner 2016 in Kraft tritt, sind insbesondere umfangreiche Änderungen des Strafgesetzbuches verbunden. Unter anderen wird damit auch der Tatbestand der Verhetzung geändert, der ab 2016 eine Neufassung und Erweiterung erfährt (siehe § 283 StGB neu):
1. zu Gewalt gegen eine Kirche oder Religionsgesellschaft oder eine andere nach den vorhandenen oder fehlenden Kriterien der Rasse, der Hautfarbe, der Sprache, der Religion oder Weltanschauung, der Staatsangehörigkeit, der Abstammung oder nationalen oder ethnischen Herkunft, des Geschlechts, einer körperlichen oder geistigen Behinderung, des Alters oder der sexuellen Ausrichtung definierte Gruppe von Personen oder gegen ein Mitglied einer solchen Gruppe ausdrücklich wegen der Zugehörigkeit zu dieser Gruppe auffordert, oder zu Hass gegen sie aufstachelt, oder
2. in der Absicht, die Menschenwürde anderer zu verletzen, eine der in Z 1 bezeichneten Gruppen in einer Weise beschimpft, die geeignet ist, diese Gruppe in der öffentlichen Meinung verächtlich zu machen oder herabzusetzen, oder
3. Verbrechen im Sinne der §§ 321 bis 321f,[4] die von einem inländischen oder einem internationalen Gericht rechtskräftig festgestellt wurden, billigt, leugnet, gröblich verharmlost oder rechtfertigt, wobei die Handlung gegen eine der in Z 1 bezeichneten Gruppen oder gegen ein Mitglied einer solchen Gruppe ausdrücklich wegen der Zugehörigkeit zu dieser Gruppe gerichtet ist und in einer Weise begangen wird, die geeignet ist, zu Gewalt oder Hass gegen solch eine Gruppe oder gegen ein Mitglied einer solchen Gruppe aufzustacheln,

ist mit Freiheitsstrafe bis zu zwei Jahren zu bestrafen.
(2) Wer die Tat nach Abs. 1 in einem Druckwerk, im Rundfunk oder sonst auf eine Weise begeht, wodurch die in Abs. 1 bezeichneten Handlungen einer breiten Öffentlichkeit zugänglich werden, ist mit Freiheitsstrafe bis zu drei Jahren zu bestrafen.
(3) Wer durch eine Tat nach Abs. 1 oder 2 bewirkt, dass andere Personen gegen eine in Abs. 1 Z 1 bezeichnete Gruppe oder gegen ein Mitglied einer solchen Gruppe wegen dessen Zugehörigkeit zu dieser Gruppe Gewalt ausüben, ist mit Freiheitsstrafe von sechs Monaten bis zu fünf Jahren zu bestrafen.
In den Erläuterungen zur Regierungsvorlage zum Strafrechtsänderungsgesetz 2015 wird die Neufassung des § 283 u. a. begründet mit:

„[…] Im Bereich der geschützten Gruppen soll in Folge von in der Praxis zu Tage getretenen Fragestellungen und über Anregungen im Begutachtungsverfahren durch Einfügung der Wortfolge ‚vorhandenen oder fehlenden‘ in Abs. 1 Z 1 nunmehr ausdrücklich festgelegt werden, dass die geschützte Gruppe sowohl positiv als auch negativ definiert werden kann. In diesem Sinne soll nunmehr auch die Hetze gegen ‚Ausländer‘ oder ‚Ungläubige‘ dem Anwendungsbereich des § 283 StGB unterliegen. Zur ‚Öffentlichkeitsschwelle‘: Hinsichtlich der geforderten Öffentlichkeit sah § 283 StGB bisher zwei Varianten vor, nämlich (i) ‚öffentlich auf eine Weise, die geeignet ist, die öffentliche Ordnung zu gefährden‘ (1. Alternative des § 283 Abs. 1 StGB), und (ii) ‚für eine breite Öffentlichkeit wahrnehmbar‘ (2. Alternative des § 283 Abs. 1 StGB sowie beide Tatbestandsvarianten des § 283 Abs. 2 StGB). […]“

Weiterhin erfolgt mit der Neufassung eine „signifikanten Absenkung der Öffentlichkeit für die die Beschimpfung wahrnehmbar sein muss“ von der bisher „‚breiten Öffentlichkeit‘ (ca. 150 Personen) auf ‚viele Menschen‘ (ca. 30 Personen)“. Mit dieser „Einführung einer qualifizierten Vorsatzkomponente, nämlich ‚beschimpfen in der Absicht, die Menschenwürde anderer zu verletzen‘ [soll] ein Korrektiv geschaffen werden (Ausnahme der sogenannten ‚Stammtischdiskussion‘). Nur Beschimpfungen, bei denen es dem Täter auch darauf ankommt, die Menschenwürde anderer zu verletzen, sollen gemäß Abs. 1 Z 2 strafbar sein.“ Dies zielt unter anderem auch auf die Hetze in den Neuen Medien ab.
Die Aufnahme des gänzlich neuen Tatbestands der Verbrechen im Sinne der §§ 321 bis 321f, im Absatz 1 Ziffer 3 erfolgt „in Umsetzung internationaler Vorgaben“.

### Abgrenzung zum Verbotsgesetz
Bei einer Verhetzung nach § 3g oder § 3h Verbotsgesetz 1947 (nationalsozialistische Betätigung beziehungsweise Leugnung oder Rechtfertigung des Holocaust) tritt § 283 StGB zurück.

## Beispiele aus der Rechtsprechung
Hetze ist nach der Rechtsprechung ein in einem Appell an Gefühle und Leidenschaften bestehende tendenziöse Aufreizung zum Hass und zur Verachtung. Das Besprühen eines Bauwerks mit Hakenkreuzen mit den Worten „HASS“ und „Türken Raus“ erfüllt die Tathandlung Hetzen (OGH, 28. Jänner 1999, 15 Os 203/98). Die Äußerung „Scheiß-Zigeuner, ihr gehört alle weggeräumt, …“ bestreitet das Lebensrecht einer Gruppe als gleichwertige Bürger, stellt sie als minderwertigen oder wertlosen Teil der Gesellschaft dar und trifft sie damit im unverzichtbaren Kernbereich ihrer Persönlichkeit (OLG Wien, 10. Juni 1991, 22 Bs 181/91). Die Äußerung „man habe nichts gegen Neger, jeder sollte sich einen halten“ ist Verhetzung (OLG Graz, 9 Bs 462/96). Der Eintrag „Warum gibt’s in da Türkei koane Samenspender? … weil di ganzen Wixxa bei uns sein.“ auf einer Facebook-Seite ist „noch keine die Menschenwürde verletzende Beschimpfung“. Aus der Begründung: Breite Öffentlichkeit liegt (erst) ab 150 Personen vor. Maßgeblich ist die Wahrnehmbarkeit. Im konkreten Fall mangelte es nach Ansicht des Gerichtes bereits an einer Beschimpfung in einer die Menschenwürde verletzenden Weise (OLG Innsbruck, 30. April 2013 11 Bs 110/13h).